# VDL Nedcar
VDL Nedcar es una empresa automotriz de fabricación de vehículos con sede en Born, Países Bajos. En diciembre de 2012 fue tomada por el conglomerado industrial holandés VDL Groep. Anteriormente había pertenecido a Mitsubishi Motors y Volvo, teniendo sus orígenes como fábrica de DAF, inaugurado originalmente en junio de 1968.

## Historia
La fábrica se fundó en 1967 por DAF, conocido anteriormente como Van Doorne’s Automobiel Fabriek, siendo absorbida por sus socios de Volvo entre 1972 y 1975. Cuando las dificultades financieras acecharon a su cierre a principios de los 90, el gobierno metió mano para asegurar su supervivencia.

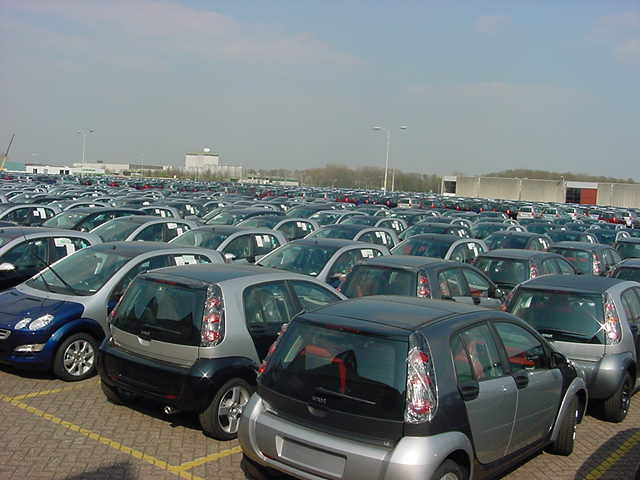
NedCar fabricó el Smart Forfour entre 2004 y 2006.

En 2012, Mitsubishi anunció su cese de producción de automóviles en los Países Bajos.
En 2017, VDL Nedcar también está produciendo el BMW X1 (F48). VDL Nedcar comparte producción con el grupo BMW en Regensburg.

## Producción
Tras el cese de Mitsubishi en 2012, la producción fue retomada en 2014 con el nuevo modelo de Mini.

### Producción actual
- Mini Hatch (de 2014 a la actualidad)[7]
- Mini Cabrio (de 2015 a la actualidad)[8]
- Mini Countryman (de 2016 a la actualidad)[9]
- BMW X1 (F48) (de 2017 a la actualidad)[10]

### Años de producción y modelos antiguos
- DAF 33 (de 1967 a 1972)
- DAF 44 (de 1967 a 1975)
- DAF 55 (de 1968 a 1972)
- DAF 66 (de 1972 a 1975)
- DAF 46 (de 1975 a 1976)
- Volvo 66 (de 1975 a 1981)
- Volvo 340/360 (de 1976 a 1991)
- Volvo 480 (de 1986 a 1995)
- Volvo 440/460 (de 1987 a 1997)
- Volvo S40/V40 (de 1995 a 2004)

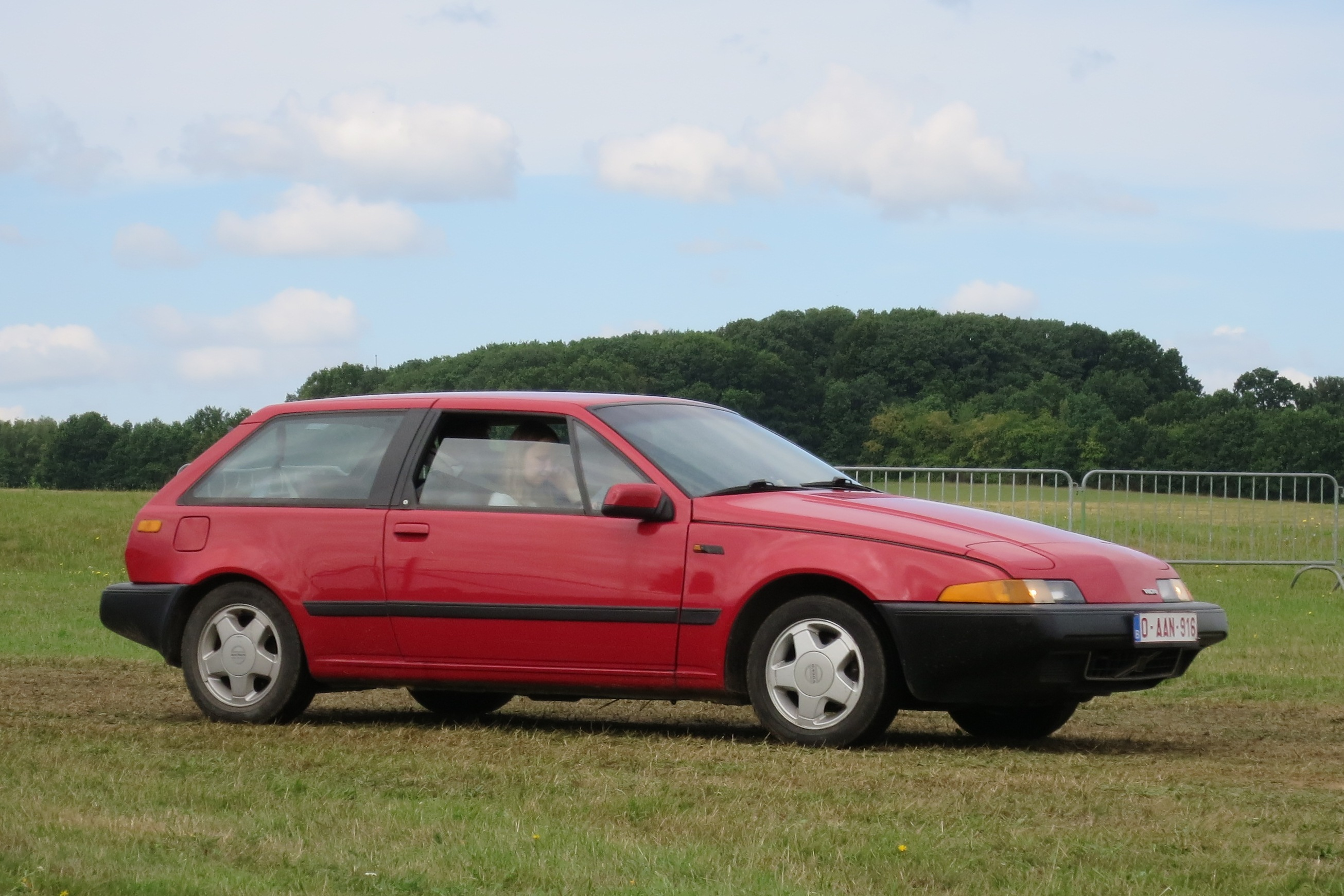
Volvo 480

- Mitsubishi Carisma (de 1995 a 2004)
- Mitsubishi Space Star (de 1998 a 2005)
- Smart Forfour (de 2004 a 2006)
- Mitsubishi Colt (de 2004 a 2012)
- Mitsubishi Outlander (de 2008 a 2012)